# 고효심
고유리(1986년 10월 27일 ~ )은 대한민국의 배우이다.

## 방송
- 개그 스타 (KBS2)
- 웃찾사 (SBS)
- 런닝맨 (텔레비전 프로그램) (SBS)
  - 뭐지?
  - 키키크루
  - 인생의 히든카드
- 개그투나잇 (SBS)
- 개승자

지금은 유튜브 [유리 멘탈]을 하고 있다.
https://www.youtube.com/channel/UC3Nr160SThve_tIxYUyi8-w